# Háborús játékok
A Háborús játékok (eredeti cím: WarGames) 1983-ban bemutatott hidegháborús amerikai sci-fi-thriller, melyet Lawrence Lasker és Walter F. Parkes forgatókönyvéből John Badham rendezett. A főbb szerepekben Matthew Broderick, Dabney Coleman, John Wood és Ally Sheedy látható. 

## Cselekmény
A film egy fiatal hacker történetét kíséri végig, aki játékprogramok keresése közben IMSAI 8080 számítógépével véletlenül az Amerikai Egyesült Államok hadseregének számítógépére csatlakozik, elindítva egy atomháborús szimulációt.

## Szereplők
| Karakter                    | Színész           | Magyar hang (1988) | Magyar hang (2005) | Magyar hang (2006)     |
| --------------------------- | ----------------- | ------------------ | ------------------ | ---------------------- |
| David Lightman              | Matthew Broderick | Boros Zoltán       | Baráth István      | Breyer Zoltán          |
| Dr. John McKittrick         | Dabney Coleman    | Végvári Tamás      | Jakab Csaba        | Pálfai Péter           |
| Dr. Stephen Falken          | John Wood         | Kaló Flórián       | Tarján Péter       | Háda János             |
| Jennifer Katherine Mack     | Ally Sheedy       | Báthory Orsolya    | Nemes Takách Kata  | Törtei Tünde           |
| Jack Beringer tábornok      | Barry Corbin      | Kránitz Lajos      | Kerekes József     | Vári Attila            |
| Pat Healy                   | Juanin Clay       | Ráckevei Anna      | Ősi Ildikó         |                        |
| Arthur Cabot                | Kent Williams     | Szokolay Ottó      | Kárpáti Levente    | Hanyecz Róbert         |
| Beringer segédtisztje       | Michael Ensign    | Izsóf Vilmos       |                    |                        |
| Joe Conley ezredes          | Joe Dorsey        | Velenczey István   | Szokolay Ottó      |                        |
| Paul Richter                | Irving Metzman    | Kerekes József     | Uri István         | Dobos Imre             |
| Mr. Lightman, David apja    | William Bogert    | Fülöp Zsigmond     | Harmath Imre       | Szőke-Kavinszky András |
| Joshua                      | James Ackerman    |                    |                    |                        |
| Jerry                       | John Spencer      | Vass Gábor         |                    |                        |
| Ginsburg, őr                | Art LaFleur       | Koroknay Géza      |                    |                        |
| Steve                       | Michael Madsen    | Csankó Zoltán      |                    |                        |
| Mr. Liggett, biológia tanár | Alan Blumenfeld   | Sörös Sándor       |                    |                        |
| Jim Sting                   | Maury Chaykin     | Kerekes József     | Kiss Csaba         |                        |
| Malvin                      | Eddie Deezen      | Pusztaszeri Kornél | Bódy Gergely       | Hanyecz Róbert         |
| Mrs. Lightman, David anyja  | Susan Davis       | Pásztor Erzsi      | Menszátor Magdolna |                        |

## Hatása a politikára
Amikor Ronald Reagan megnézte a filmet, megkérdezte a tanácsadóját, hogy valóban történhet ilyen? ( “Could something like this really happen? Could someone break into our most sensitive computers?”). A válasz az volt, hogy a helyzet rosszabb, mint gondolná. Ennek hatására adta ki a  NSDD-145 (“National Policy on Telecommunications and Automated Information Systems Security.”) direktívát, amely a telekommunikáció és az automatizált adatfeldolgozó rendszerek biztonságáról szól.